# Vates weyrauchi
Vates weyrauchi es una especie de mantis de la familia Mantidae.

## Distribución geográfica
Se encuentra en Perú.